# Charles Noel (1er comte de Gainsborough)
Charles Noel Noel, 1er comte de Gainsborough (2 octobre 1781 - 10 juin 1866), connu sous le nom de Charles Edwardes jusqu'en 1798, Charles Noel entre 1798 et 1823 et Lord Barham entre 1823 et 1841, est un pair britannique et un homme politique whig.

## Biographie
Il est le fils aîné de Gerard Noel (2e baronnet), fils de Gerard-Anne Edwards, fils de Mary Edwards et d'Anne Hamilton, fils cadet de James Hamilton (4e duc de Hamilton). Sa grand-mère paternelle est Jane, fille de Baptist Noel (4e comte de Gainsborough). La mère de Gainsborough est Diana Middleton, fille de l'amiral Charles Middleton (1er baron Barham). Son père succède à son beau-père comme deuxième baronnet de la marine en 1838 et sa mère à son père comme deuxième baronne Barham en 1823, tous deux par dérogations aux règles successorales approuvées par des lettres patentes. En 1798, à la mort de son grand-oncle Henry Noel (6e comte de Gainsborough) (à la mort duquel le comté disparait), Gainsborough et le reste de la famille adoptent sous licence royale le nom de famille de Noel en remplacement de son patronyme.
Il succède à son père en tant que député de Rutland en 1808, poste qu'il occupe jusqu'en 1814,. En 1823, il succède à sa mère à la baronnie de Barham et entre à la Chambre des lords. En 1838, il succède également à son père comme baronnet. En 1841, il est créé comte de Gainsborough, une recréation du titre détenu par ses ancêtres.

## Famille
Lord Gainsborough s'est marié quatre fois.
Il épouse d'abord Elizabeth, fille de Thomas Welman, en 1809; elle est décédée en décembre 1811. Il n'y a pas d'enfants de ce mariage.
Il épouse ensuite Elizabeth, fille de George Grey (1er baronnet) (en), en 1817. Elle meurt en septembre 1818, peu de temps après la naissance de son fils unique, Charles Noel (2e comte de Gainsborough).
Il épouse en troisièmes noces Arabella, fille de James Hamlyn-Williams, 2e baronnet, en 1820. Ils ont deux fils et deux filles. Elle meurt en octobre 1829, peu après la naissance de son plus jeune enfant.
Il épouse en quatrièmes noces Lady Frances Jocelyn (en), fille de Robert Jocelyn (3e comte de Roden), en 1833. Ils ont deux enfants: Roden Noel (27 août 1834 - 26 mai 1894), poète, et Victoria Noel (décédée le 8 août 1916), mariée à Fowell Buxton (3e baronnet), gouverneur de l'Australie méridionale.
Gainsborough décède en juin 1866, à l'âge de 84 ans. Son fils, son deuxième mariage, Charles, lui succède. Son fils aîné de son troisième mariage, Gerard Noel, est un homme politique conservateur. La comtesse de Gainsborough reste veuve jusqu'à sa mort en mai 1885.